# Gal to Kyōryū
Gal to Kyōryū (ギャルと恐竜?) también conocida como Gal & Dino, es una serie de manga japonesa, escrita por Moriko Mori e ilustrada por Cota Tomimura. Se serializó desde el 15 de octubre de 2018 hasta el 24 de enero de 2022 en la revista semanal de manga Young Magazine de Kōdansha, y se recopiló en siete volúmenes tankōbon.
Una adaptación a anime por Space Neko Company y Kamikaze Douga se estrenó el 4 de abril de 2020. Una adaptación de drama de acción en vivo también se estrenó el 4 de abril de 2020

## Argumento
La historia comienza cuando una gyaru llamada Kaede se encuentra un dinosaurio y lo lleva a casa. El dinosaurio se alimenta de comida humana, mira televisión y disfruta estar a la moda.

## Personajes
Kaede (楓 Kaede?)
Seiyū: Miyuri Shimabukuro
Yamada (山田 Yamada?)
Seiyū: Yuko Natsuyoshi
Senpai (先パイ Sempai?)
Seiyū: Youki Kudoh
Shōta (翔太 Shōta?)
Seiyū: Seiichirō Yamashita

## Contenido de la obra

### Manga
Gal to Kyōryū está escrita por Moriko Mori e ilustrada por Cota Tomimura. Se publicó en la revista semanal de manga Young Magazine de Kōdansha  del 15 de octubre de 2018 hasta el 24 de enero de 2022. Kōdansha ha reunido sus capítulos individuales volúmenes tankōbon. El primer volumen se publicó el 5 de abril de 2019, y el último volumen se lanzó el 4 de marzo de 2022.
| Volúmenes de manga publicados | Volúmenes de manga publicados | Volúmenes de manga publicados |
| Número                        | Fecha de publicación          | ISBN                          |
| ----------------------------- | ----------------------------- | ----------------------------- |
| 1                             | 5 de abril de 2019            | ISBN 978-4-06-515203-4        |
| 2                             | 6 de septiembre de 2019       | ISBN 978-4-06-516992-6        |
| 3                             | 6 de febrero de 2020          | ISBN 978-4-06-518216-1        |
| 4                             | 6 de julio de 2020            | ISBN 978-4-06-520204-3        |
| 5                             | 5 de febrero de 2021          | ISBN 978-4-06-522305-5        |
| 6                             | 6 de septiembre de 2021       | ISBN 978-4-06-524748-8        |
| 7                             | 4 de marzo de 2022            | ISBN 978-4-06-527063-9        |

### Dorama
Una adaptación de drama de acción en vivo escrita por Kotaro Sudo se estrenó el 4 de abril de 2020.

### Anime
El 2 de septiembre de 2019, Kōdanshareveló el anuncio de la una adaptación a anime de esta serie. La serie está coanimada por Space Neko Company y Kamikaze Dōga, con Jun Aoki dirigiendo y escribiendo los guiones de la serie, y Gin componiendo la música de la serie. Se estrenó el 4 de abril de 2020 en Tokyo MX y BS11.
El 12 de mayo de 2020, se anunció que las transmisiones del episodio 8 en adelante se retrasaron debido a los efectos de la pandemia por coronavirus.
Funimation está transmitiendo el anime en países de habla inglesa bajo el título de Gal & Dino.